# Gabriela Vařeková
Gabriela Vařeková (ur. 18 czerwca 1987 w Šternberku) – czeska wioślarka.

## Osiągnięcia
- Mistrzostwa Świata Juniorów – Troki 2002 – ósemka – 5. miejsce[1].
- Mistrzostwa Świata Juniorów – Ateny 2003 – czwórka podwójna – 4. miejsce[1].
- Mistrzostwa Świata Juniorów – Banyoles 2004 – dwójka podwójna – 1. miejsce[1].
- Mistrzostwa Świata Juniorów – Brandenburg 2005 – dwójka podwójna – 1. miejsce[1].
- Mistrzostwa Świata U-23 – Hazewinkel 2006 – dwójka podwójna – 1. miejsce[1].
- Mistrzostwa Świata – Eton 2006 – dwójka podwójna – 7. miejsce[1].
- Mistrzostwa Świata U-23 – Glasgow 2007 – dwójka podwójna – 1. miejsce[1].
- Mistrzostwa Świata – Monachium 2007 – dwójka podwójna – 5. miejsce[1].
- Mistrzostwa Europy – Poznań 2007 – dwójka podwójna – 1. miejsce[1].
- Igrzyska Olimpijskie – Pekin 2008 – dwójka podwójna – 6. miejsce[1].